# Factor VIII

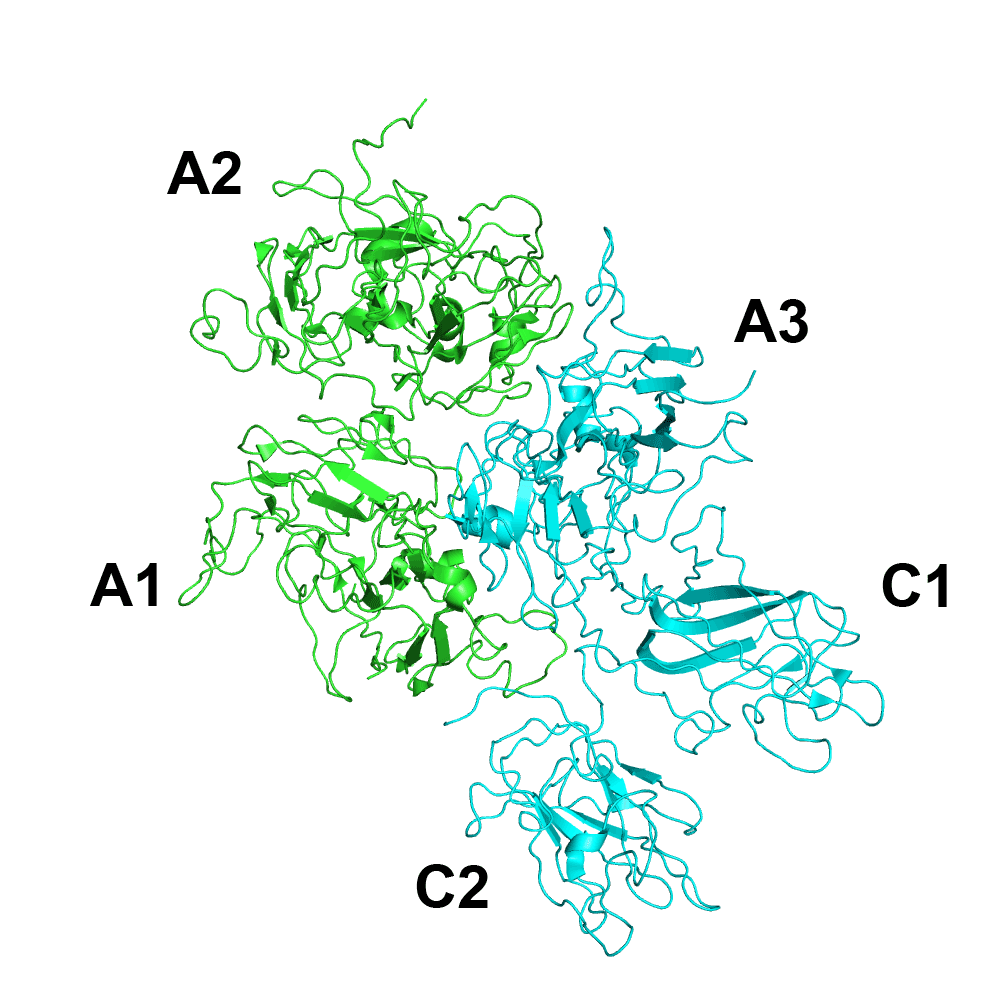
Structura terțiară

Factorul VIII (sau factorul  antihemofilic A) este un factor implicat în cascada coagulării. Deficitul său produce hemofilia A. La om, este codificat de gena F8.
În cascada coagulării, factorul VIII este un cofactor pentru factorul IXa, care în prezența ionilor de Ca2+ și a fosfolipidelor, formează un complex ce convertește factorul X la factorul activat Xa.
Pentru tratamentul hemofiliei B, se află pe lista medicamentelor esențiale ale Organizației Mondiale a Sănătății.